# Powder River (Snake River)
Der Powder River ist ein ungefähr 180 km langer Nebenfluss des Snake River im Nordosten des US-Bundesstaats Oregon. Er entwässert einen Teil des Columbia Plateaus im Osten der Blue Mountains.
Der Fluss entspringt in den südlichen Blue Mountains entlang der Elkhorn Ridge, ungefähr 32 km westlich von Baker City im Baker County. Der Oberlauf befindet sich im Umatilla National Forest. Seine Mündung in den Snake River erfolgt an der Staatsgrenze zu Idaho, oberhalb des Brownlee Dam.
Knapp 19 km des Flusslaufs, vom Thief Valley Dam bis zur Brücke der Oregon Route 203, sind in der Kategorie "scenic" als National Wild and Scenic River ausgezeichnet.